# Панпсихизъм
Панпсихизъм (от на старогръцки: παν — всичко и на старогръцки: ψυχή – душа) е теория, според която всичко съществуващо е одушевено.
Панпсихисти са: Ернст Хекел, Густав Фехнер, Фридрих Паулсен, Чарлс Стронг, а в късния етап на своето творчество и Уилям Джеймс (който нарича своята онтология плуралистичен панпсихизъм). Всеобщият ум съдържа в себе си всеки конкретен такъв; нещо повече: няма обект, който да не съществува в съзнанието. Панпсихизмът не е задължително свързан с идеализъм: има разлика между идеализъм и панпсихизъм: панпсихист може да бъде и този, който смята клетката или електрона за „осъзнаващ“ (например материалистът Ернст Хекел мисли така за клетката).